# Marija Lvovna Kac
Marija Lvovna Kac (Judith (Youddiph) művésznéven is ismert; Moszkva, 1973. január 23. –) orosz énekesnő. Oroszországot képviselte az 1994-es Eurovíziós Dalfesztiválon, amelyet Dublinban tartottak, és Oroszország először vett részt a versenyben. Az Eternal Wanderer  című dalával a kilencedik helyen végzett. Az Orosz Zsidó Kongresszus Köztanácsának tagja.

## Élete

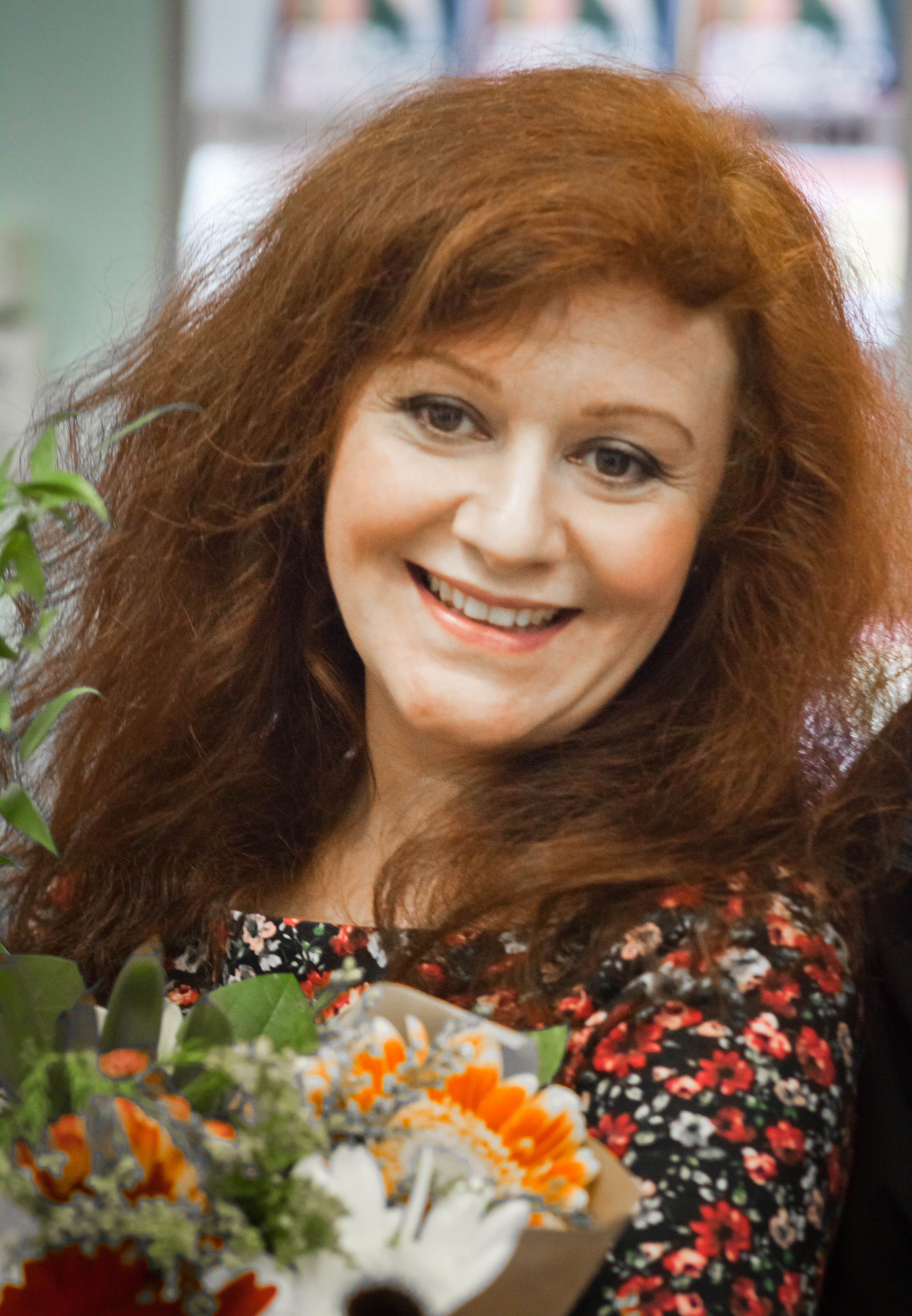
2017-ben

1973. január 23-án született Moszkvában. 13 évesen megalakította első heavy metal dalokat előadó együttesét. 1989-ben találkozott a híres költővel, Karen Kavaleryannal, aki segített neki a szakmai karrierje beindításában. A következő 5 évben számos orosz előadó és zenekar háttérénekeseként dolgozott.
1994-ben Oroszországot képviselte az 1994-es Eurovíziós Dalfesztiválon az Eternal Wanderer című dalával, a 9. helyen végzett 70 ponttal. Még abban az évben kiadta első angol nyelvű albumát Magic Word címmel.
A későbbiekben is különféle zenészekkel dolgozott, majd duót alakított egy orosz dobossal Szépség és Szörnyeteg néven. 1997-ben új együttest hozott létre Maryland néven. A csapat 1998-ban készített egy albumot Рыжий Блюз címmel. 2000-ben két fontos zenei díjat kapott, miközben létrehozta saját zenei társulatát.
Musicaleket és filmeket is szinkronizált az orosz televízió és mozi számára, köztük az Anasztázia című filmet is, amiért a 20th Century Fox különdíjjal jutalmazta a legjobb anyanyelvi előadásért.
Azóta klubokban is énekel, híres énekeseknél háttérénekes, és énektanárként dolgozik. A lánya, Szerafina Kac 2001-ben született.
2015-ben meghallgatásra jelentkezett a The Voice holland tévésorozat orosz kiadásába, és bekerült Grigorij Leps csapatába.

## Fordítás
- Ez a szócikk részben vagy egészben  a   Masha Katz című angol Wikipédia-szócikk ezen változatának fordításán alapul.  Az eredeti cikk szerkesztőit annak laptörténete sorolja fel. Ez a jelzés csupán a megfogalmazás eredetét és a szerzői jogokat jelzi, nem szolgál a cikkben szereplő információk forrásmegjelöléseként.